# Superrationalité
La superrationalité est un type alternatif de prise de décision autre que la solution la plus connue en théorie des jeux. Un joueur superrationnel jouant le dilemme du prisonnier contre un autre joueur superrationnel va coopérer, alors que traditionnellement, un joueur rationnel ne coopère pas. Cette règle de décision n'est pas très répandue dans la communauté de la théorie des jeux. Le concept de la superrationalité a été créé par Douglas Hofstadter dans un article publié dans son livre Ma Thémagie (en). Il le définit de manière récursive ainsi : 

« La pensée superrationnelle est par définition récursive ; les joueurs incluent dans leurs calculs le fait qu'ils sont en train de jouer dans un groupe de penseurs superrationnels. »

La superrationalité est proche de la notion, due à Emmanuel Kant, d'impératif catégorique (« Agis de telle sorte que le principe de ton action puisse être érigée en loi universelle »),.